# Chiara da Rimini
Chiara da Rimini, nata Chiara (Rimini, 1280 – Rimini, 10 febbraio 1326), è stata una religiosa italiana, appartenente all'ordine delle clarisse, venerata come beata dalla Chiesa cattolica.
Talvolta è indicata come Chiara Agolanti, sebbene da recenti studi sia emerso non appartenesse all'omonima famiglia riminese, ma a una famiglia ghibellina imparentata coi Malatesta.

## Biografia
Apparteneva ad una famiglia molto agiata di Rimini, ma fu privata in tenera età del supporto e della guida della madre e, successivamente, del marito. Ben presto cadde in preda ai pericoli a cui la sua giovinezza e la bellezza la esponevano e cominciò a condurre una vita di dissipazione peccaminosa. Il padre e il fratello morirono lo stesso giorno mentre erano in guerra contro i Malatesta, così che tutte le ricchezze della famiglia si accentrarono nelle mani della giovane vedova. 
A 34 anni avvenne un fatto insolito: mentre stava assistendo alla Messa nella chiesa dei Frati Francescani, le parve di udire una voce misteriosa che le ordinò di dire un "Padre Nostro" e un'"Ave Maria", almeno una volta con fervore e attenzione. Chiara obbedì al comando, non sapendo da dove proveniva, e poi cominciò a riflettere sulla sua vita.
Prese la decisione di entrare nel Terzo Ordine di San Francesco, allo scopo di espiare i suoi peccati con una vita di penitenza. Ben presto divenne un modello di ogni virtù, ma soprattutto di carità verso i poveri e gli afflitti. Quando le clarisse furono costrette a lasciare la città a causa della guerra, è stato principalmente attraverso gli sforzi di Chiara che furono in grado di ottenere un convento e mezzi di sostentamento a Rimini.
Più tardi, Chiara entrò nell'ordine delle Clarisse, insieme a diverse altre donne pie; ottenne la benedizione del vescovo di Rimini Guido Abasio e divenne superiora del convento di Nostra Signora degli Angeli di Rimini. Avrebbe operato numerosi miracoli e verso la fine della sua vita il Signore le avrebbe fatto dono di elevatissime grazie spirituali. 

## Culto
Il suo corpo riposa nella chiesa parrocchiale di Corpolò, paesino dell'entroterra riminese. Qui è stata trasferita per proteggerla all'inizio della seconda guerra mondiale. Fino ad allora era collocata nel duomo di Rimini dove, fin dai tempi antichi, intorno alla sua tomba è sorto spontaneamente il culto popolare.
Nel 1782 il culto della beata Chiara è stato approvato da papa Pio VI, che ha stabilito la sua festa nella città e diocesi di Rimini il 10 febbraio.
Dal Martirologio Romano al 10 febbraio: "A Rimini, beata Chiara, vedova, che espiò con la penitenza, la mortificazione della carne e i digiuni la precedente vita dissoluta e, radunate delle compagne in un monastero, servì il Signore in spirito di umiltà."